# Kongs son

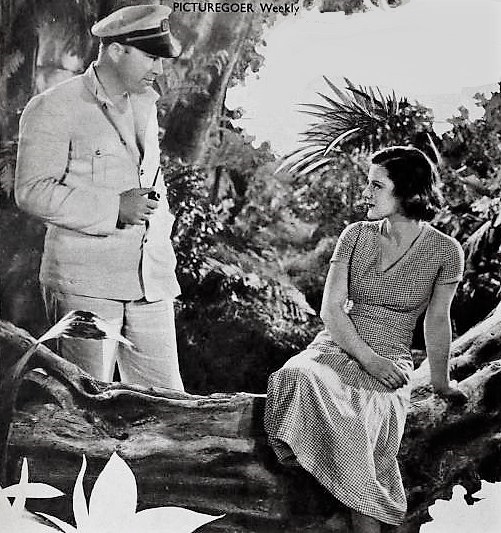
Robert Armstrong och Helen Mack i Kongs son.

Kongs son (eller King Kongs son) (engelska: Son of Kong) är en amerikansk monsterfilm i regi av Ernest B. Schoedsack som hade biopremiär i USA den 22 december 1933. Den är en uppföljare till King Kong som hade premiär nio månader tidigare samma år.

## Handling
Efter att ha överlevt händelserna på Dödskalleön och i New York, åker Carl Denham tillbaka till den ö som hans manskap, Ann Darrow och hennes nuvarande make Jack Driscoll, överlevde samma år.
Väl där upptäcker han en annan, lite mindre apa som visar sig vara Kongs son.

## Rollista (i urval)
- Helen Mack – Hilda
- Robert Armstrong – Carl Denham
- Frank Reicher – Kapten Englehorn
- Noble Johnson – Skallöns nationsledare
- Steve Clemente – Häxkung

### Fotnoter
1. ↑  ”Son of Kong” (på engelska). Internet Movie Database. 22 december 1933. http://www.imdb.com/title/tt0024593/releaseinfo?ref_=tt_ov_inf. Läst 19 september 2016.